# Cristina Fontes Lima

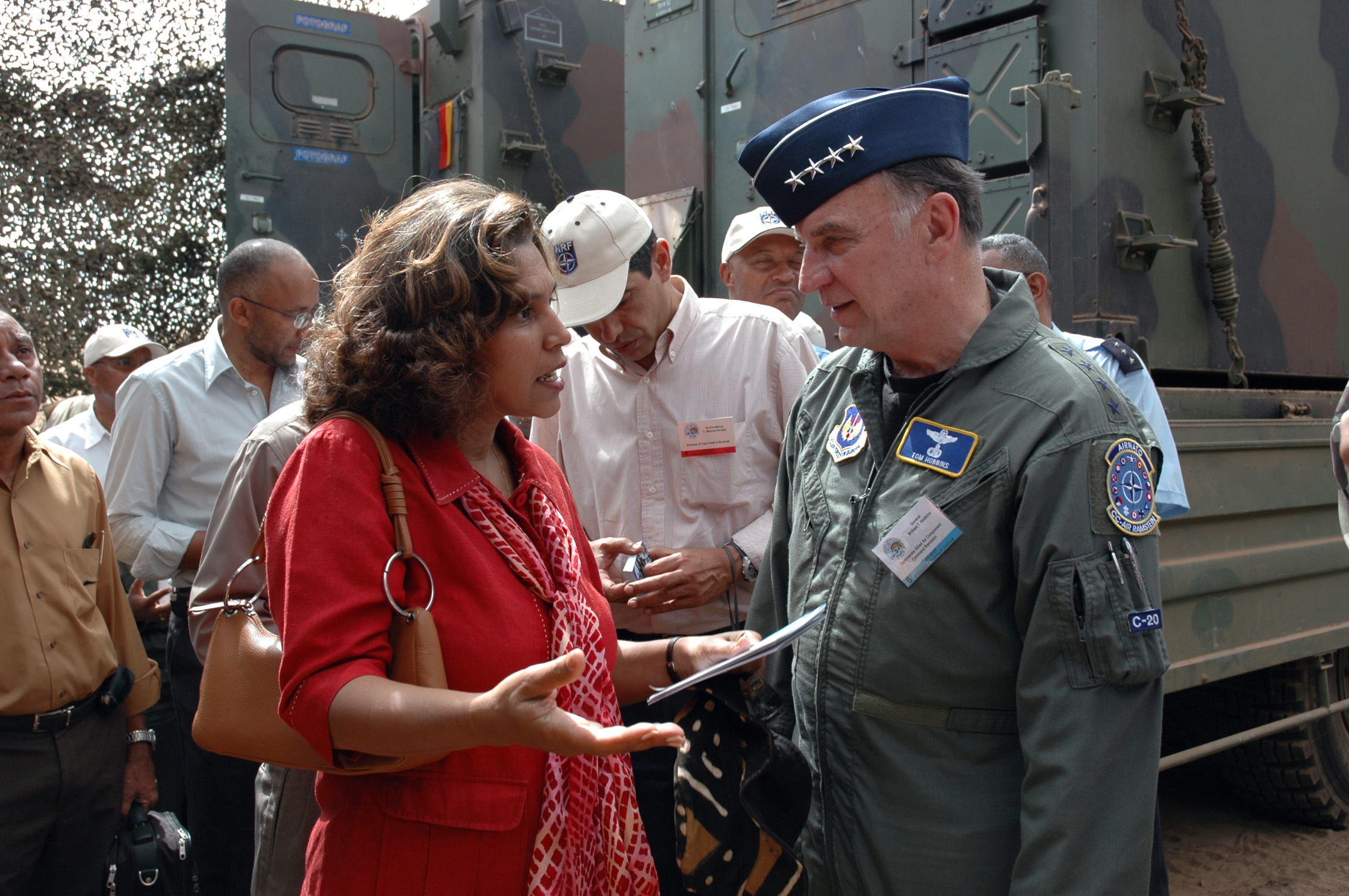
Cristina Fontes Lima

Maria Cristina Lopes Almeida Fontes Lima (* 1958 in Praia, Kap Verde) ist eine kap-verdische Politikerin und Rechtsanwältin. Von 2001 bis 2016 gehörte sie in verschiedenen Funktionen drei Regierungen der Kap Verden an. Sie ist Mitglied der Partido Africano da Independência de Cabo Verde (PAICV).

## Werdegang
Lima wurde 1958 in Praia geboren. Ihr Vater stammt aus Santa Catarina, die Mutter von São Vicente. Die Großeltern väterlicherseits wurden auf Fogo und die Großeltern mütterlicherseits auf São Nicolau geboren. Lima lebte als Teenager in Angola, wo die Eltern in den 1970er-Jahren arbeiteten. Hier begann sie sich für Politik zu interessieren. Als Geschenk für den Abschluss der High School bekam Lima von den Eltern eine Reise nach Kap Verde. Hier durfte sie bei den Unabhängigkeitsfeierlichkeiten am 5. Juli die Nationalflagge im Estádio da Várzea setzen. Lima entschloss sich, in Kap Verde zu bleiben.
Nach Abschluss der Sekundarstufe studierte sie Jura in Portugal, wo sie in der Studentenbewegung aktiv war. Anfang der 1980er-Jahre trat sie als Anwältin in den öffentlichen Dienst in Kap Verde ein, wo sie bis zur Direktorin im Außenministerium aufstieg. 1984 wurde Lima Mitglied der PAICV und wurde später Parteivorsitzende für die Hauptstadt Praia.
Lima engagierte sich im Übergangsprozess zur Demokratie in den 1990er-Jahren und wurde 1991 die erste Frau in der Politischen Kommission der PAICV. Sie wurde Parteisprecherin und zog als Abgeordnete für die PAICV nach den ersten Mehrparteienwahlen 1991 in das Parlament ein. 1994 ging Lima zum Studium in die Vereinigten Staaten. 1996 erhielt sie einen Master of Public Administration von der Southern Illinois University und folgte ihrem Mann, der seit 1992 in Togo lebte, um bei der ECOWAS zu arbeiten.
Ab 2001 war Lima Mitglied der Regierung von Kap Verde. Von 2001 bis 2006 als Justizministerin, dann als Ministerin des Präsidiums des Ministerrates, Ministerin für Reformen des Staates und Verteidigungsministerin und von 2011 bis 2016 als Gesundheitsministerin und stellvertretende Premierministerin.
2016 kandidierte Lima erfolglos für den Stadtrat von Praia.
Lima ging nach Osttimor und wurde Beraterin im dortigen Ministerium für die Reform der Legislative und Angelegenheiten des Parlaments. Aufgrund ihrer Erfahrungen als Gesundheitsministerin Kap Verdes mit der Ebolafieber-Epidemie 2014 bis 2016 im benachbarten Westafrika und der Zikavirus-Epidemie 2015/2016 wurde sie am 23. März 2020 in die osttimoresische Kommission zur Beratung und Bewertung von Strategien zur Prävention und Bekämpfung der Coronavirus-Pandemie (Komisaun Akompañamentu no Avaliasaun Estratéjia ba Prevensaun no Kombate Pandemia Koronavírus) berufen, nachdem im Land der erste COVID-19-Fall registriert wurde.